# مسجد تشين
مسجد شين(بالأذربيجانية:Çin məscidi) هو مسجد تاريخي يعود إلى القرن الرابع عشر، يقع في المدينة القديمة (باكو)، قرب حديقة علي آغا وحيد.

## تاريخ المسجد
وفقا للنقوش الموجودة على الواجهة الأمامية، أعلى باب  المسجد فإن تاريخ بناء المسجد يعود إلى سنة 1375 م الموافق لسنة 777 هـ كما تظهر النقوش أن المسجد بني بإرادة فضل الله إمام بن عصمان و هو سبب تسمية المسجد بإسمه في بعض الأحيان.
كما أن المسجد خضع لعملية ترميم سنة 1186 على يد مسعود علي.
وفي سنة 2012، تم إجراء بعض الإصلاحات والترميمات على المتحف من قبل إدارة المحمية المعمارية القديمة التابعة للمدينة القديمة (باكو).

## معرض الصور

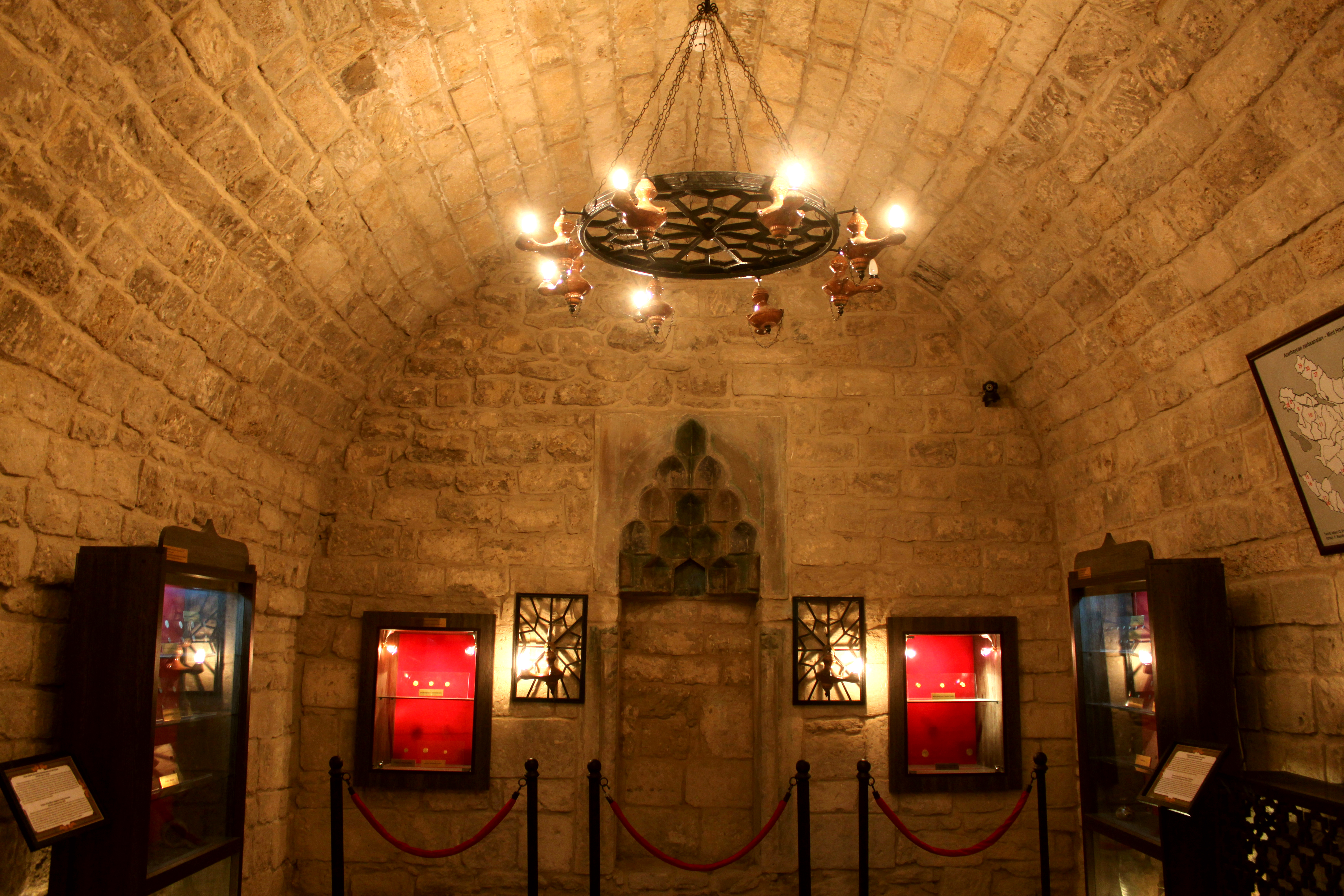
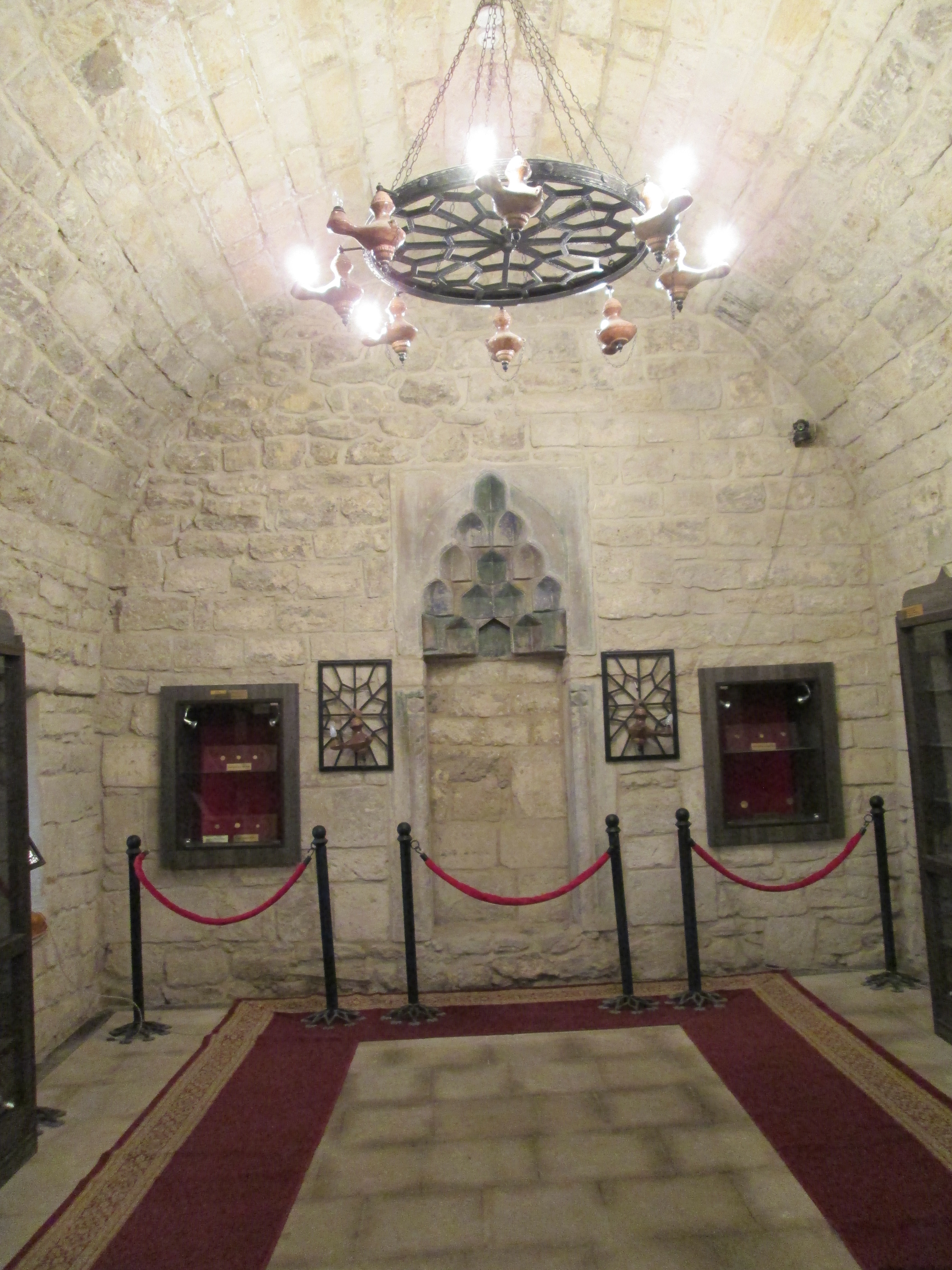
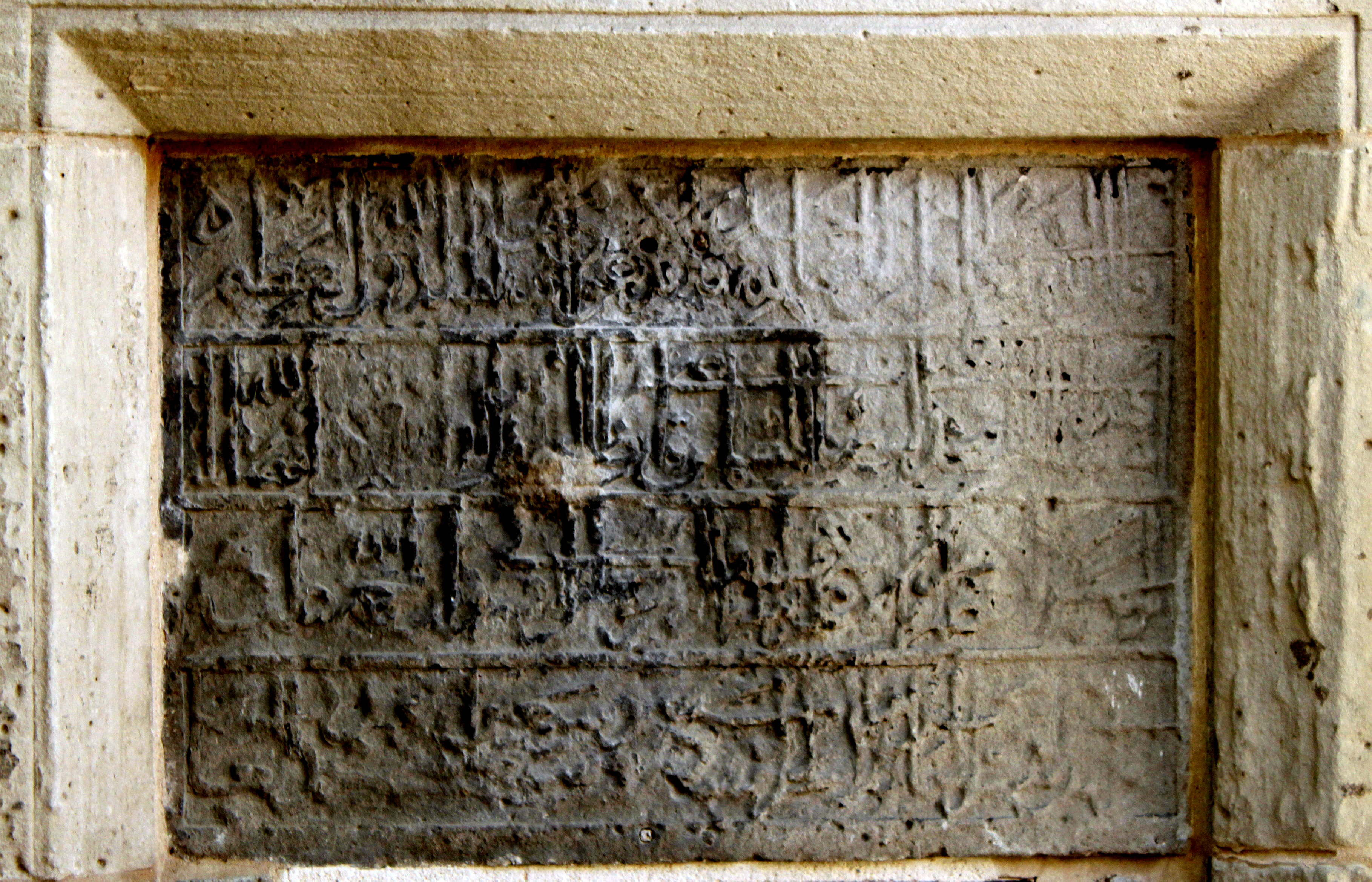
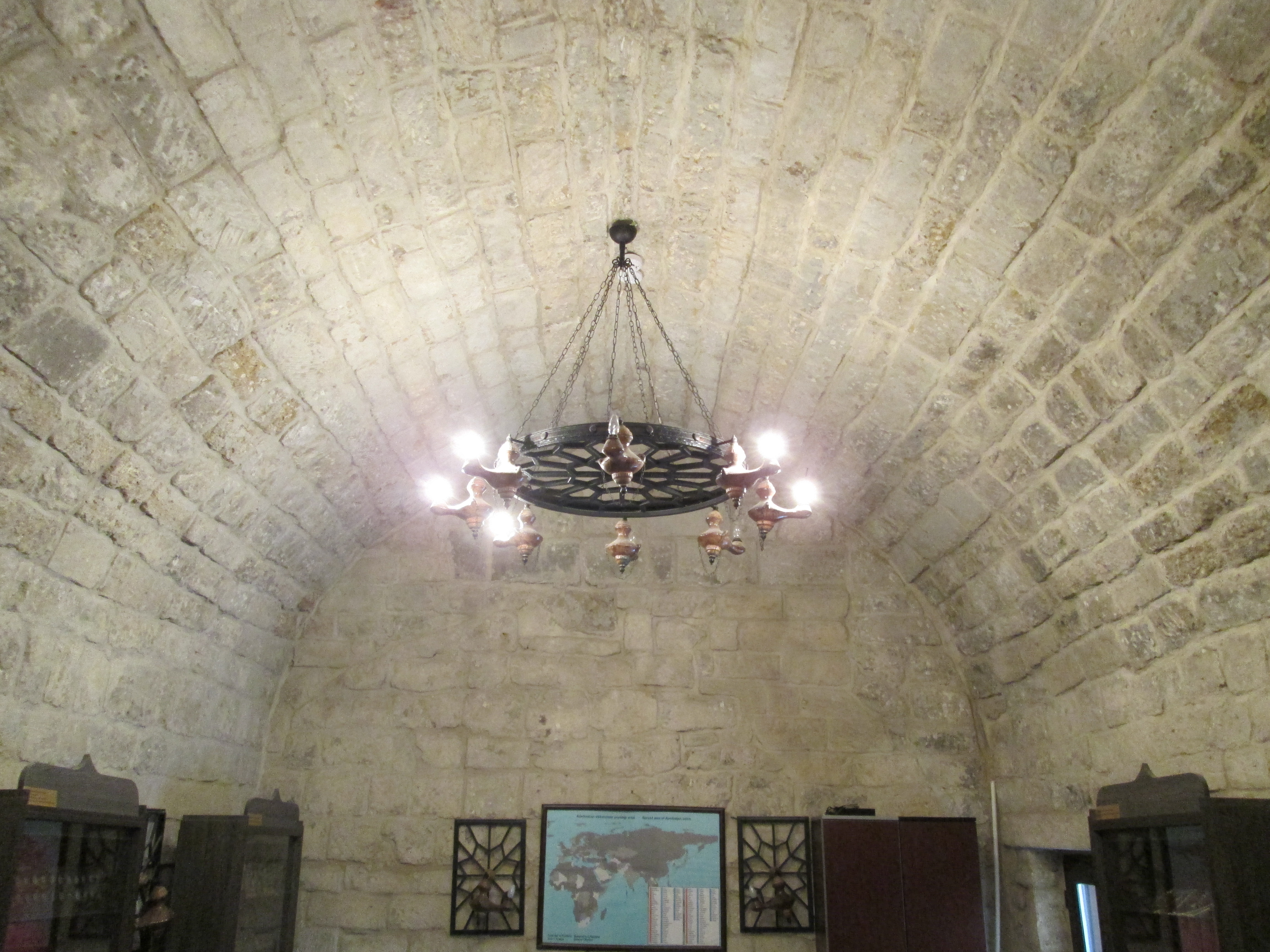